# Ogooué-Ivindo
Ogooué-Ivindo je jedna z 9 provincií v Gabonu. Rozkládá se na území o rozloze 46 075 km² a jejím hlavním městem je Makokou. Provincie, pojmenovaná podle řek Ogooué a Ivindo, je největší provincií v Gabonu. Na severu a na západě hraničí s Kongem a na jihu ji protíná rovník.

Ogooué-Ivindo na mapě Gabonu
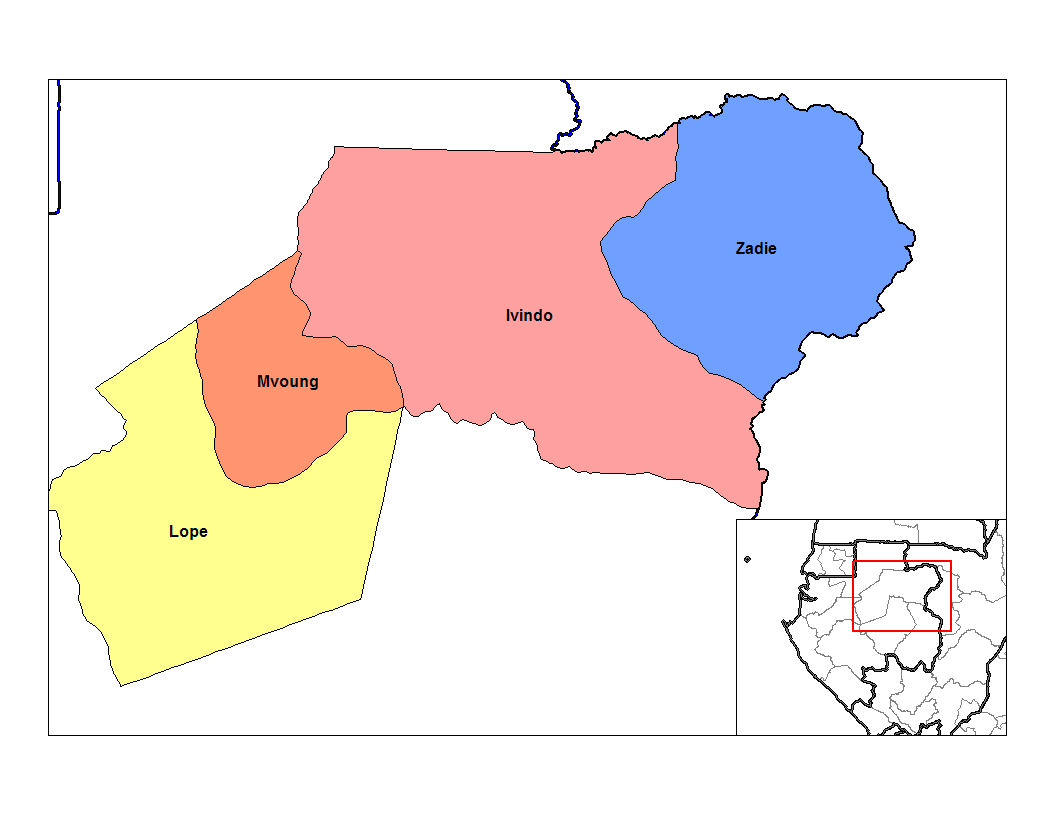
Departmenty provincie Ogooué-Ivindo

## Departmenty
Provincie je rozdělena do 4 departmentů:
- Ivindo (Makokou)
- Lope (Booue)
- Mvoung (Ovan)
- Zadie (Mekambo)